# Koalas und andere Verwandte
Koalas und andere Verwandte (Originaltitel: Don’t Blame Me, auch Don’t Blame the Koalas) ist eine australische Fernsehserie, die 26, jeweils 25 Minuten lange, Episoden in einer Staffel umfasst und im Jahr 2002 gedreht wurde.

## Handlung
Die Serie dreht sich um den Wallaby-Tierpark im australischen Busch, in dem die Familie King arbeitet und der nach dem Tod der Besitzerin Mrs. Medlow an entfernte englische Verwandte von ihnen vererbt wird. Die englischen Kings, die wenig Ahnung von der Nutzung des ererbten Grundstücks haben, möchten das Stück Land aufgrund ihrer schlechten finanziellen Lage eigentlich verkaufen und reisen dafür nach Australien. Dort kommt es allerdings anders, als sie dachten, und zusammen mit den australischen Kings erleben sie so einige komische Episoden rund um den Tierpark.

## Zur Serie
Die Comedy-Serie für Kinder wurde von Southern Star (Sydney, Australien) produziert. Nur eine Staffel mit 26 Folgen wurde erstellt. Die Folgen bilden eine Sequenz, mit einem Anfang und einem Ende. Dennoch ist es möglich, die Folgen in unterschiedlicher Reihenfolge zu sehen. Die letzte Folge beendet die Geschichte und schließt die Handlung, lässt aber noch Platz für eine mögliche Fortsetzung. Eine Fortsetzung wurde nicht produziert.
Die Comedy der Serie zeigt surreale Züge im Stil von Twist total; Spezialeffekte und Geräuscheffekte unterstützen die Handlungen der Charaktere, beispielsweise durch Geschwindigkeitserhöhung des Filmmaterials beim Laufen.
Die verschiedenen Tierauftritte sind wichtiger Bestandteil der Serie, und so mag man die Serie auch als eine Tierserie bezeichnen. Im Vordergrund stehen dabei die typisch australischen Tiere: der Koala, Wallabys (eine kleine Känguru-Art), der Emu, die Jägerspinne, Wombats, Dingos, Tasmanische Teufel, australische Quallen, eine Teppichschlange, ein Krötenfisch bzw. Froschfisch, eine Stabheuschrecke, eine Schwarze Witwe, (australische) Zecken, Kakadus, Blaue Pfauen, Weiße Ameisen bzw. Termiten und auch Krokodile. Daneben finden aber auch in Europa verbreitete und somit uns gut bekannte Tiere in der Serie ihren Auftritt, beispielsweise Möwen, das Hausschwein, Mäuse, ein Fuchs und eine Hauskatze. Dass Tiere in der Sendung eine wichtige Rolle spielen, könnte man schon am deutschen Titel fest machen, doch in England hat die Sendung den Titel „Gib die Schuld nicht den Koalas“ (Don't Blame the Koalas). Und mit Koalas dürften hier wohl eher die Australier, genauer die australischen Menschen, als die wirklichen Koalas gemeint sein. Das 'Koalas' stellt also im englischen Titel wohl eine Interpretation des 'mir' im australischen Titel: „Gib mir nicht die Schuld“ (Don't Blame me) dar. Somit könnten, auch im deutschen Titel, mit Koalas die Australier gemeint sein.
Die Serie wurde im australischen Waratah Wildpark (Waratah Wildlife park), welcher im Ku-ring-gai-Chase-Nationalpark liegt, gedreht. Der Waratah Wildpark ist ungefähr 25 km nördlich von Sydney gelegen.

## Folgenindex
| 1. Erbschaft mit Folgen (Fate Steps In) 2. Alles anders in Australien (All Kings Together) 3. Jemma setzt Zeichen (Gemma Makes Her Mark) 4. Greg’s Volltreffer (Greg Scores a Goal) 5. Herausforderungen (The Old Devil Music) 6. Angst vor Tieren (A Snake in the Class) 7. Monster im Park (The Monster of Wallaby Park) 8. Tierische Künstler (Animal Art) 9. Mark blickt durch (Guru Mark) 10. Öfter mal was Neues (Things That Go Bump) 11. Der Familienausflug (Happy Families) 12. Unter Verdacht (Suspicious Minds) 13. Treffpunkt Krankenhaus (The Dingo Made Me Do It) | 1. Prinzessin Kate (Best Foot Forward) 2. Das Wettessen (The Burger Master) 3. Der Zweck heiligt die Mittel (All for a Good Cause) 4. Das Rennen (Billy Cart Madness) 5. Lauter Lügen (Liar Liar) 6. Filmstar gesucht (A Star is Born) 7. Das große Geschäft (Dropped in It) 8. Mit allen Mitteln (Kate's Greatest Fan) 9. Das besondere Video (Murder, Mystery, Mayhem) 10. Besuch aus England (Hoop Dreams) 11. Völlig verhext (Jinxed) 12. Das Interview (Who's Who?) 13. Gerechtigkeit für alle (Justice for All) |

## Erfolge
Liam Hess gewann 2003 einen ACEA Award und einen an AFI Award für seine schauspielerische Leistung als Greg King.
Neben der deutschen Übersetzung existieren noch eine spanische Synchronisation (No Culpes al Koala) und eine portugiesische Synchronisation (A Culpa Não é dos Coalas), welche 2005 erstmals auf dem lateinamerikanischen Fernsehsender Boomerang gesendet wurden. Auch in Finnland und Ungarn wurde die Serie gezeigt. Der finnische Titel lautet: Ei se ole koalan syy.
Die Sendung hat einen mäßigen Kultstatus in England.